# 뉴파워트럭
뉴파워트럭(2019년~현재)는 현대 뉴파워트럭의 풀체인지 모델이다.

## 세부모델
2019년 세부모델 출시예정